# NGC 2328
NGC 2328 ist eine elliptische Zwerggalaxie vom Hubble-Typ E/SB0 im Sternbild Puppis am Südsternhimmel. Sie ist schätzungsweise 42 Millionen Lichtjahre von der Milchstraße entfernt und hat einen Durchmesser von etwa 15.000 Lichtjahren.
Das Objekt wurde am 1. Januar 1835 vom britischen Astronomen John Herschel entdeckt.